# Iglesia de Santa María del Castillo (Olmedo)
La iglesia de Santa María del Castillo es un templo católico ubicado en la localidad española de Olmedo, en la provincia de Valladolid (Castilla y León). Tiene una portada románica del siglo XII con trasformaciones de estilo mudéjar en el siglo XV y góticas del XVI.

## Galería

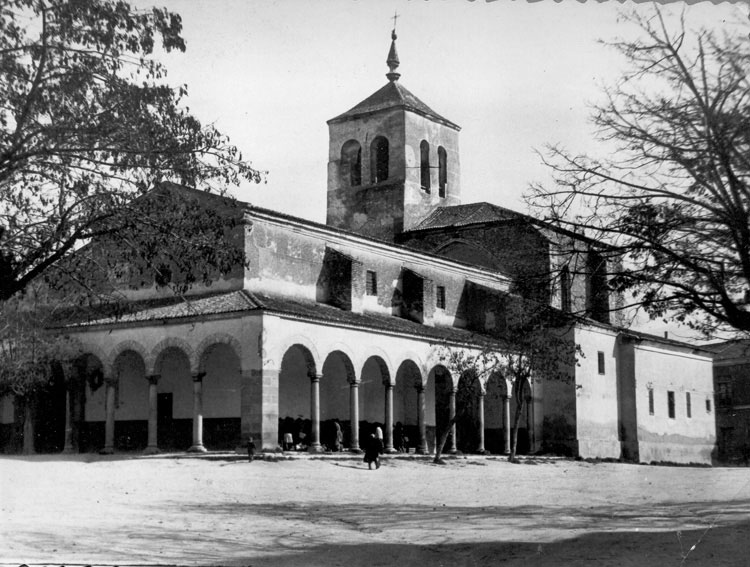
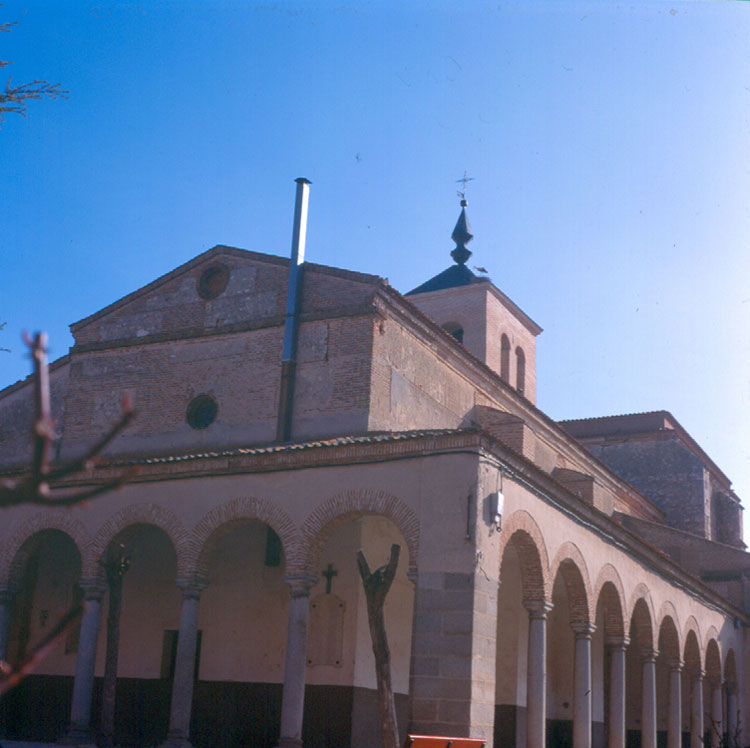
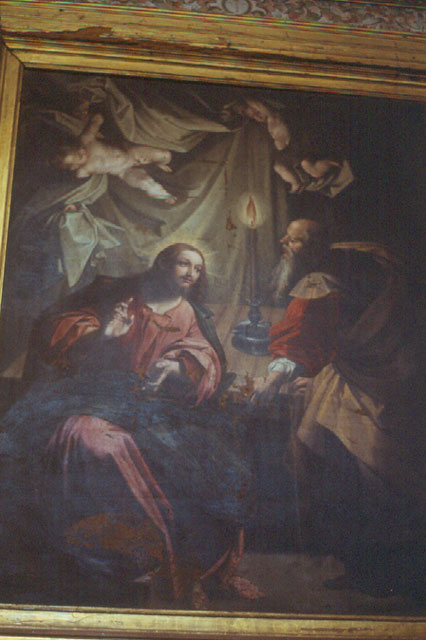
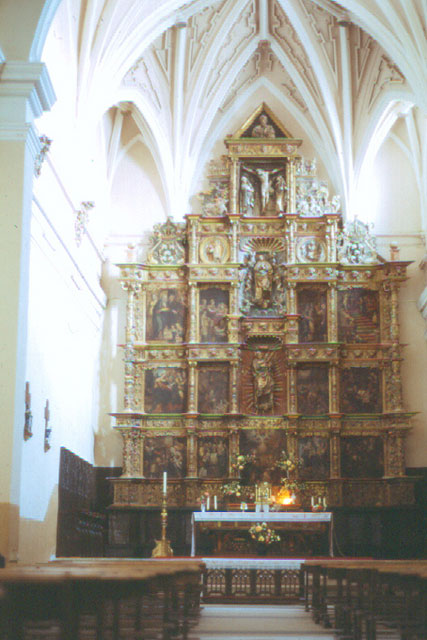